# دگرگونی ساختاری حوزه عمومی
دگرگونی ساختاری حوزه عمومی: کاوشی در باب جامعه بورژوایی (آلمانی: Strukturwandel der Öffentlichkeit. Untersuchungen zu einer Kategorie der bürgerlichen Gesellschaft) عنوان کتابی نوشتهٔ یورگن هابرماس است که در سال ۱۹۶۲ انتشار یافته‌است.

## محتوا
هابرماس تحلیل جامعه شناسانهٔ خود از پیدایش حوزهٔ عمومی (عمدتاً در جامعه انگلستان) را با بررسی مفهوم حوزهٔ عمومی در سنت فلسفهٔ سیاسی تکمیل می‌کند. او در این کتاب با استفاده از شیوهٔ تحلیل تاریخی، به بررسی روند شکل‌گیری، اوج و افول حوزهٔ عمومی در جامعهٔ بورژوایی می‌پردازد و یک نوع ترکیب بین تحلیل‌های کلان‌نگر تحولات ساختاری و فرایندهای تفسیری کسب معنا توسط کنشگران و همچنین یک نوع تلفیق موضوعی از اقتصاد، سیاست و جامعه‌شناسی را به وجود آورده، حوزهٔ عمومی را به عنوان سیستمی فرض کرده که دارای سه عنصر اساسی ساختار، کارکرد و فرایند (دگرگونی) است که در تقسیم‌بندی فصول کتاب به وضوح دیده می‌شوند. در فصل اول، هابرماس، ریشه‌های تاریخی حوزه عمومی از دوران یونان باستان تا معاصر را برمی‌رسد. در فصل دوم، ساختارهای اجتماعی حوزهٔ عمومی مانند شهر، خانواده و حوزه‌های عمومی سیاسی و ادبی بررسی می‌شوند. فصل سوم کتاب به کارکردهای حوزهٔ عمومی در آلمان، فرانسه و انگلستان اختصاص دارد و در فصل چهارم، هابرماس به بررسی دیدگاه‌های دیگر فلاسفه در مورد حوزهٔ عمومی می‌پردازد. در فصول بعدی، حوزهٔ عمومی در جهان حاضر، پارامترهای مؤثر بر آن و پیش‌بینی آیندهٔ خوزهٔ عمومی مورد بررسی نگارنده هستند.

## حوزه عمومی و حوزه خصوصی
حوزه‌ی عمومی که هابرماس درباره‌ی آن صحبت می‌کند به لحاظ تاریخی ارتباط تنگاتنگی با حوزه‌ی خصوصی و قوت آن دارد، بدین معنی که شکل‌گیری حوزه‌ی عمومی مستلزم تقویت و غلظت حوزه‌ی خصوصی است: «نکته‌ی قابل توجه این است که افراد خصوصی حاملان اصلی این حوزه و بانیان اصلی پدیده‌ی عموم بودند. تصور این عموم یا جماعت از خرد جمعی متاثر از تجارب خصوصی بود که در بستر ذهنیت مخاطب گرای فضای صمیمی خانواده‌ی هسته‌ای شکل می‌گرفت. حتی مدت‌ها پیش از آنکه بحث‌های انتقادی افراد خصوصی در باب موضوعات سیاسی به تضعیف سیطره‌ی دولت بر حوزه‌ی عمومی و در نهایت به نابودی آن بینجامد، گونه‌ای از حوزه‌ی عمومی غیرسیاسی شکل گرفته بود، منظور حوزه‌ی عمومی ادبی است که پیشاهنگ حوزه‌ی عمومی سیاسی است. حوزه‌ی عمومی ادبی این زمینه را فراهم کرد تا عموم بتواند به تامل انتقادی در خود بپردازد.»
هابرماس اشاره می‌کند که افراد از طریق تجاربی که پیشتردر زندگی خصوصی خود اندوخته‌اند وارد حوزه‌ی ادبی می‌شوند و در بحث هایی شرکت می‌کنند که خود از گسترش دستاوردهای فرهنگی موزه‌ها، کتابخانه‌ها، سالن‌های موسیقی، گالری‌های نقاشی و سالن های تئاتر تغذیه می‌کند. و بدین ترتیب، از طریق حوزه‌ی ادبی است که به‌تدریج وارد حوزه‌ی عمومی سیاسی می‌شوند. در هر گفت وگویی که افراد خصوصی گرد هم می‌آیند تا پیکره ای عمومی را تشکیل دهند، در این پیکره عمومی می‌توان مسائل و موضوعات مورد علاقه عمومی را به بحث و بررسی گذاشت، عرصه‌ای که در آن می‌توان اختلاف نظرات آرا و افکار را از طریق بحث و استدلال منطقی و با معیارهای منطقی حل کرد و به تفاهم و توافق دست یافت. 

## مقدمه
تامس مک کارتی که این کتاب را از آلمانی به انگلیسی بازگردانده، در مقدمه خود چنین نوشته است:
««دگرگونی ساختاری حوزه عمومی» یکی از پرنفوذترین آثار یورگن هابرماس است که به چندین زبان ترجمه شده است. ترجمه این اثر به انگلیسی خیلی دیر صورت گرفت، گرچه هیچ دلیل خاصی هم نداشت. شاید اگر این کار زودتر انجام می‌گرفت به پذیرش افکار هابرماس در میان اندیشمندان آنگلوساکسون کمک بیشتری می‌کرد و به آنها نشان می‌داد که تا چه اندازه دغدغه‌های انتزاعی و نظری هابرماس در آثار بعدی وی، ریشه در مسایل عینی‌ای دارد که در این کتاب مطرح شده است. این کتاب تحلیل تاریخی-جامعه‌شناختی پیدایش، دگرگونی و فروپاشی حوزه عمومی بورژوایی است. این اثر کوشیده است با استفاده از موضوعات و روش‌های موجود در جامعه‌شناسی، اقتصاد، حقوق، علوم سیاسی و تاریخ اجتماعی و فرهنگی به تحلیل پیش‌شرط‌ها، ساختارها، کارکردها و تنش‌های درونی این حوزه مرکزی جامعه مدرن بپردازد ...» (ص. ۱)